# Harveya

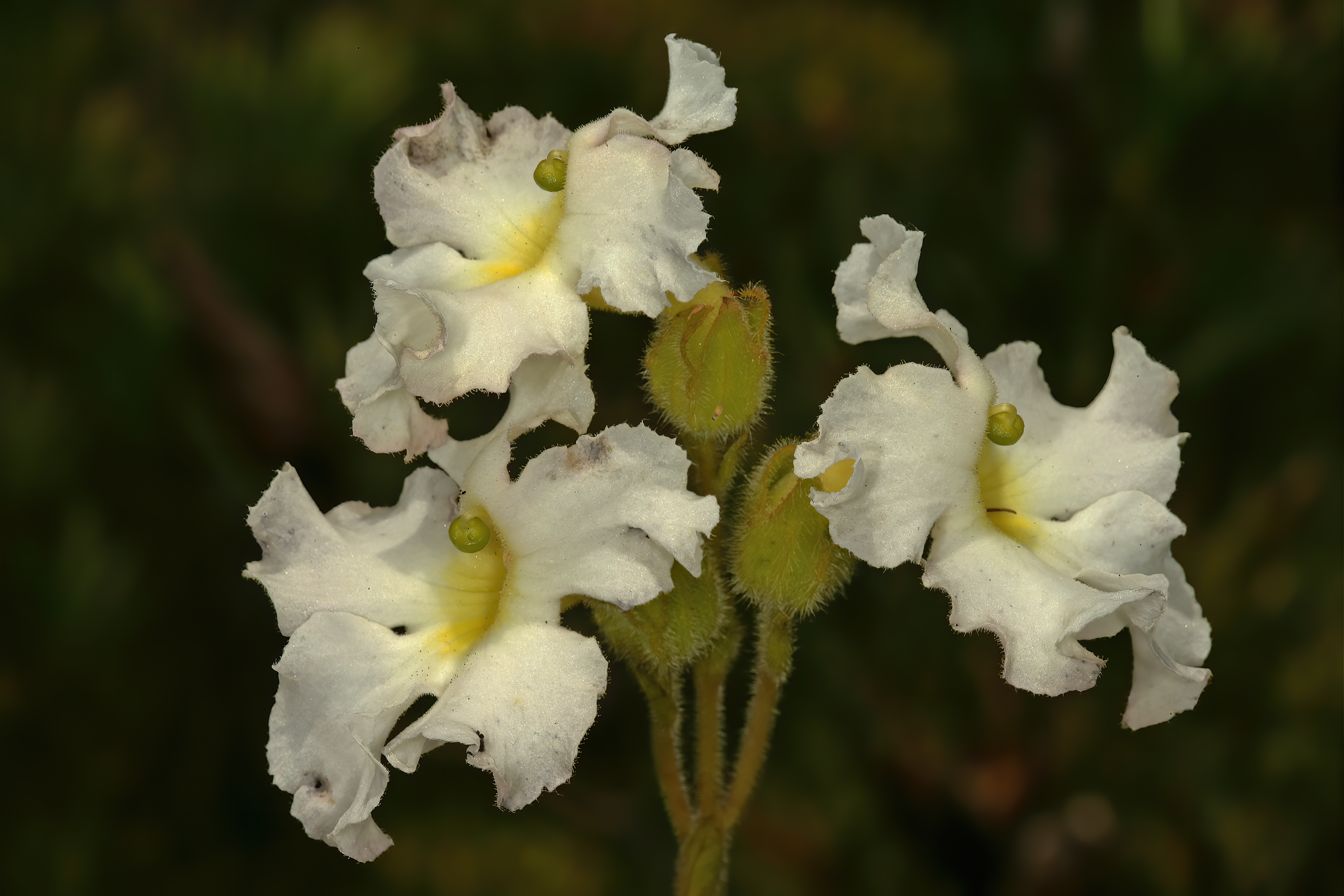
Harveya capensis

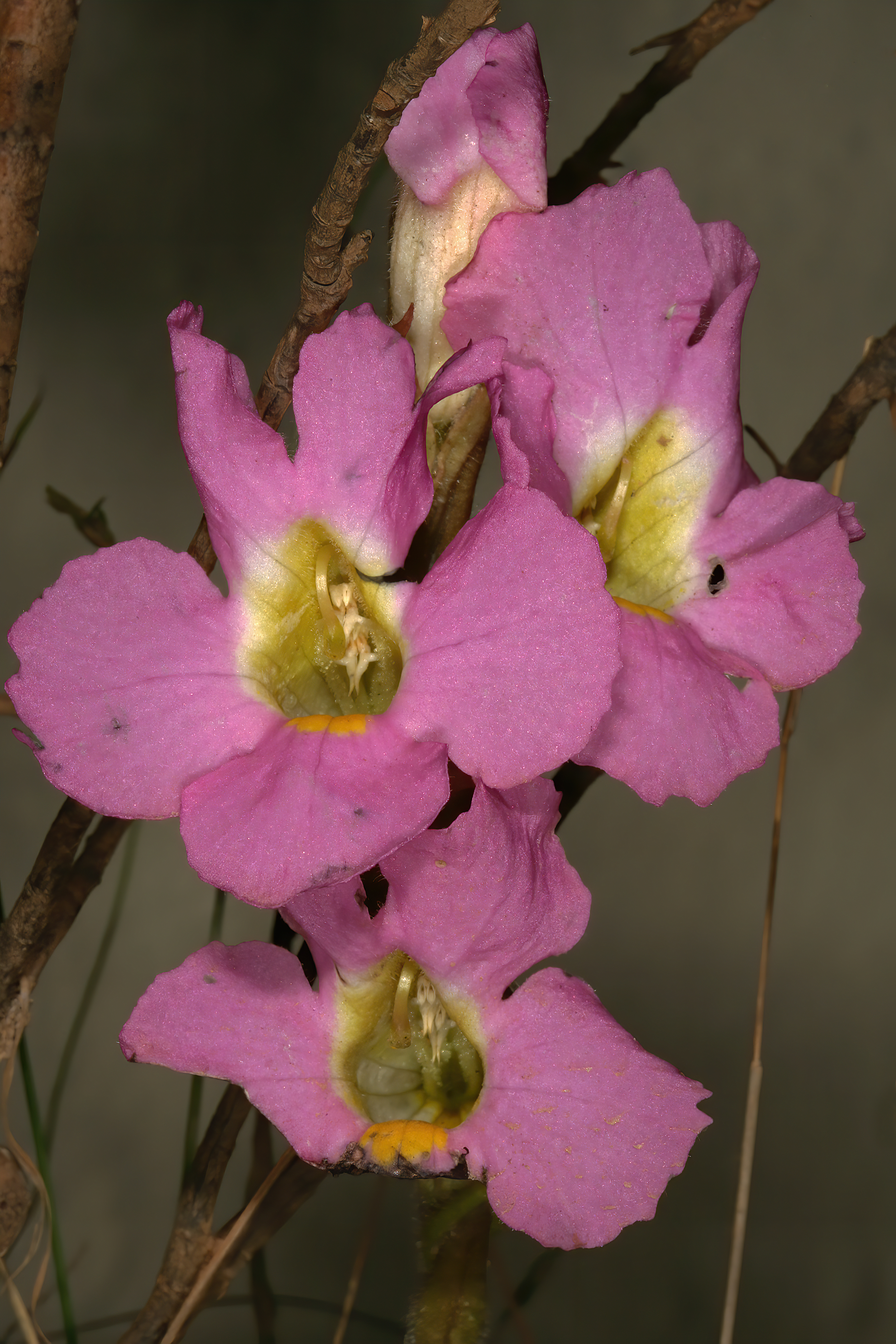
Harveya purpurea

Harveya – rodzaj roślin z rodziny zarazowatych (Orobanchaceae). Należy do niego 28 gatunków. Zasięg rodzaju obejmuje południową i wschodnią Afrykę, Madagaskar oraz Półwysep Arabski. Są to rośliny pasożytnicze, zarówno bezzieleniowe pasożyty całkowite, jak i zielone półpasożyty.

## Morfologia
PokrójRośliny zielne o pędach prosto wzniesionych, mięsistych, czasem nieco drewniejących, nagich lub owłosionych gruczołowato.
LiścieŁuskowate, siedzące, szeroko jajowate, tępo zakończone i całobrzegie.
KwiatyOkazałe, siedzące lub szypułkowe. Kielich walcowaty lub nieco dzwonkowaty, zakończony 5 ząbkami, czasem rozcięty do połowy. Korona zazwyczaj zwężona u nasady, w górze rozszerzona z wolnymi końcami płatków, zwykle wywiniętymi. Pręciki 4, zwykle są schowane w gardzieli korony, rzadziej z niej wystają. Zalążnia jajowata, z szyjką zwieńczoną maczugowatym znamieniem.
OwoceOwalne torebki zawierające liczne, drobne, podługowate nasiona.

## Systematyka
Pozycja systematyczna
Rodzaj z plemienia Orobancheae z rodziny zarazowatych (Orobanchaceae).
Wykaz gatunków
- Harveya alba Hepper
- Harveya alectroides (Mildbr.) Eb.Fisch., Schäferh. & Kai Müll.
- Harveya andongensis Hiern
- Harveya bodkinii Hiern
- Harveya bolusii Kuntze
- Harveya buchwaldii Engl.
- Harveya capensis (Burm.f.) Hook.
- Harveya comorensis Vatke
- Harveya helenae Buscal. & Muschl.
- Harveya huillensis Hiern
- Harveya huttonii Hiern
- Harveya hyobanchoides Schltr. ex Hiern
- Harveya kenyensis Hepper
- Harveya kiangombensis Ngugi, Kirika & Mwachala
- Harveya liebuschiana Engl. ex Skan
- Harveya obtusifolia (Benth.) Vatke
- Harveya pauciflora (Benth.) Hiern
- Harveya pumila Schltr.
- Harveya purpurea Harv. ex Hook.
- Harveya roseoalba J.C.Manning & Goldblatt
- Harveya scarlatina (Benth.) Hook. ex B.D.Jacks.
- Harveya speciosa Bernh.
- Harveya squamosa Steud.
- Harveya stenosiphon Hiern
- Harveya tanzanica Hepper
- Harveya thonneri De Wild. & T.Durand
- Harveya versicolor Engl.
- Harveya vestita Hiern